# گردش
گردش، روستایی از توابع بخش دهدز شهرستان ایذه در استان خوزستان ایران است.

## جمعیت
این روستا در دهستان دهدز قرار دارد و براساس سرشماری مرکز آمار ایران در سال ۱۳۸۵، جمعیت آن ۱۷۸ نفر (۲۹خانوار) بوده‌است.